# 萨基布尔乌帕齐拉
萨基布尔是孟加拉国的一个乌帕齐拉，位於达卡专区的坦盖尔县。

## 語言與宗教
薩基布爾以英语與孟加拉国作為官方語言，亦有部分人口能夠運用印度斯坦語。該地之主要宗教為伊斯蘭教，其餘人口主要是印度教之信徒。

## 人口
根據2011年人口普查之數據，該地居民之識字率為41.1%。